# Sinaia
Denna artikeln handlar om staden i Rumänien, för tvåvingearten se sinaia kneuckeri.
Sinaia är en stad i Prahova județ i Rumänien. Staden ligger 60 km nordväst om Ploiești och 50 km söder om Brașov. Den är belägen i Prahovaflodens dalgång öster om Bucegibergen.
Sinaias har genom sitt läge bland bergen blivit en populär vintersportort. I staden finns även Sinaiaklostret, som gett staden sitt namn. Utanför staden finns det kungliga Peleșslottet och det mindre Pelișorslottet.

## Kommunikationer
Sinai ligger längs Järnvägslinjen Ploiești–Brașov och både regional- och intercitytåg stannar i staden.

## Vänorter
- Aosta, Italien
- Cetinje, Montenegro
- Hod HaSharon, Israel

## Galleri

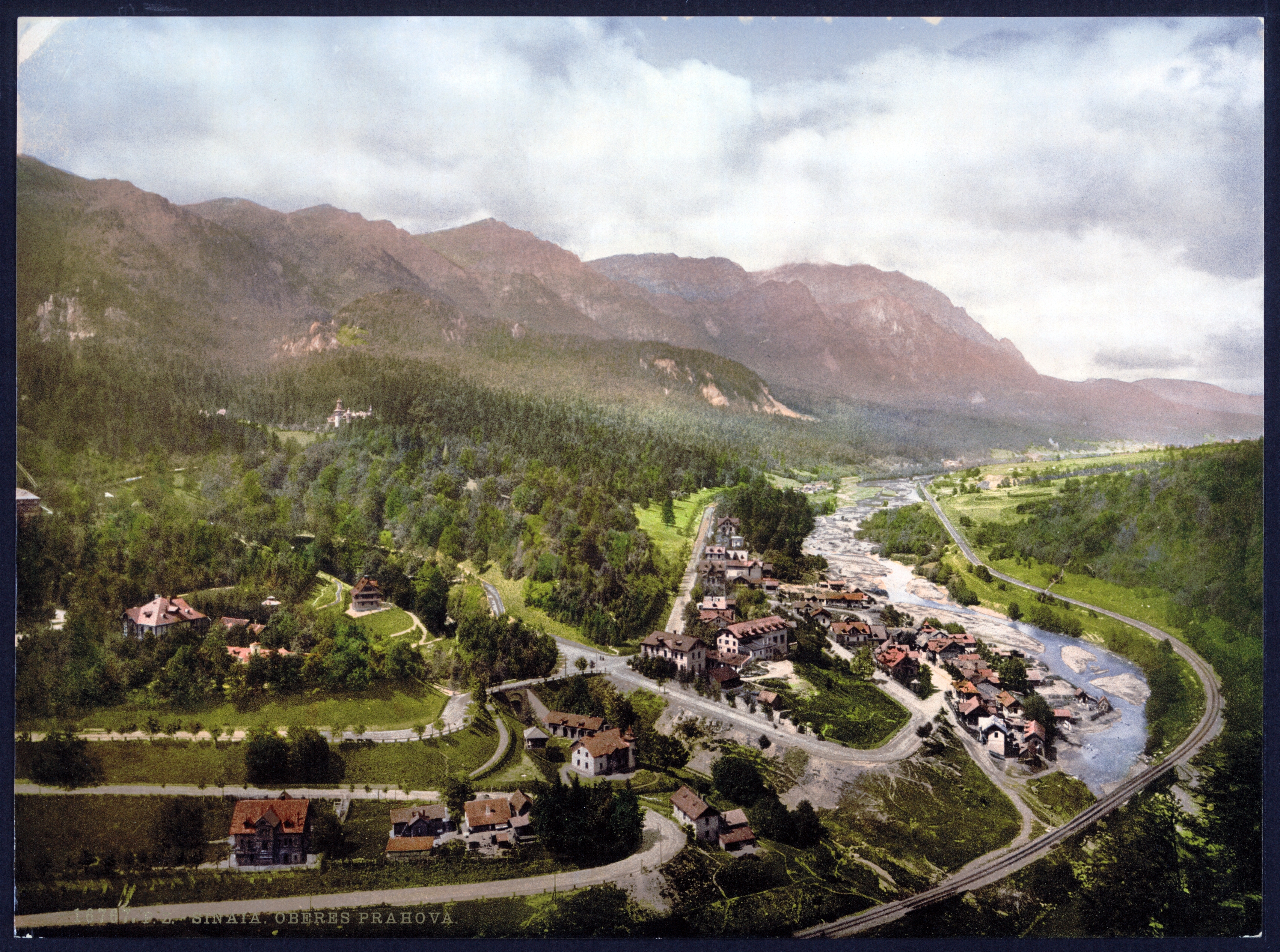
Vykort från Sinaia, (från ca 1890)
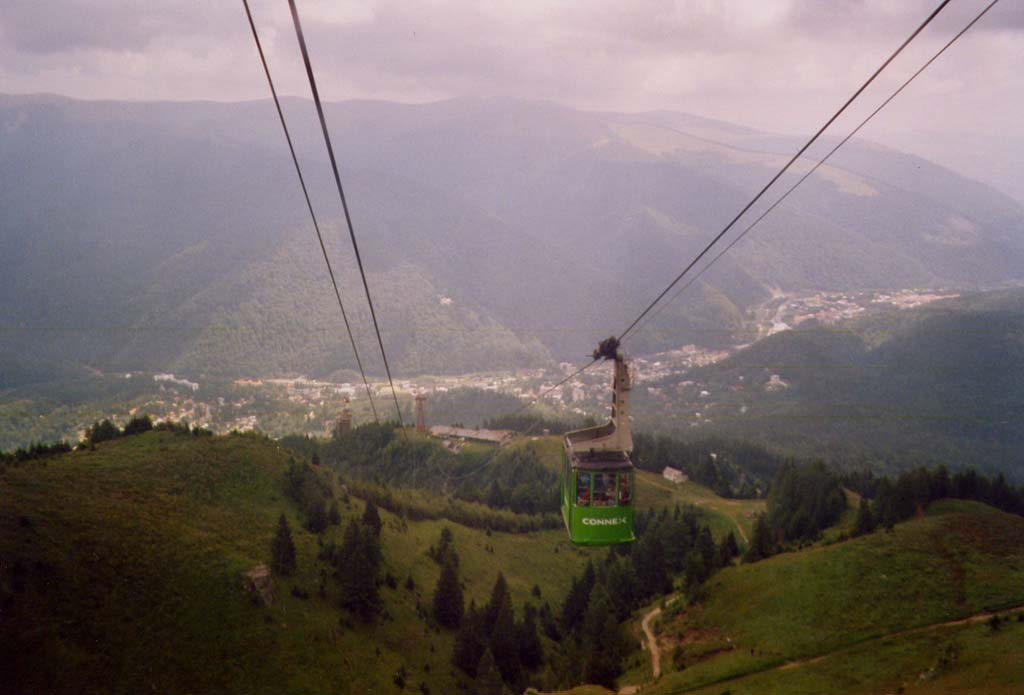
Staden sedd från linbana
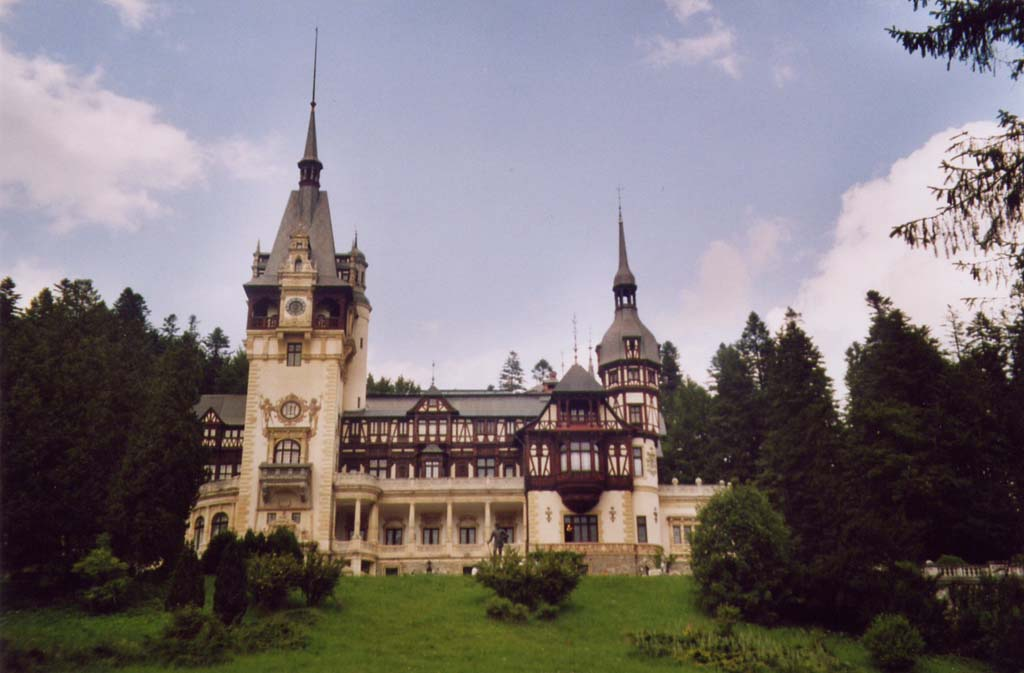
Peleșslottet
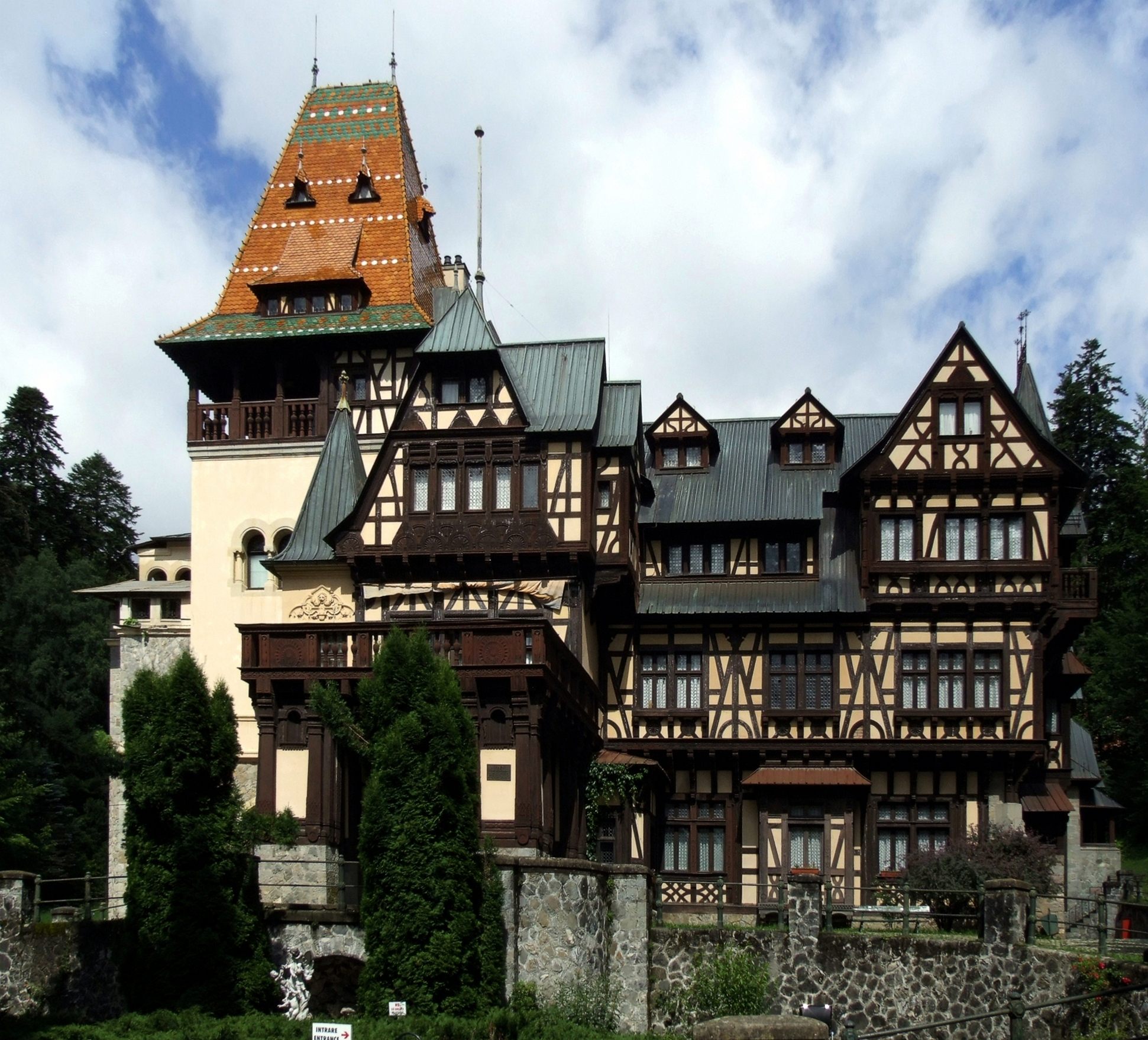
Pelișorslottet
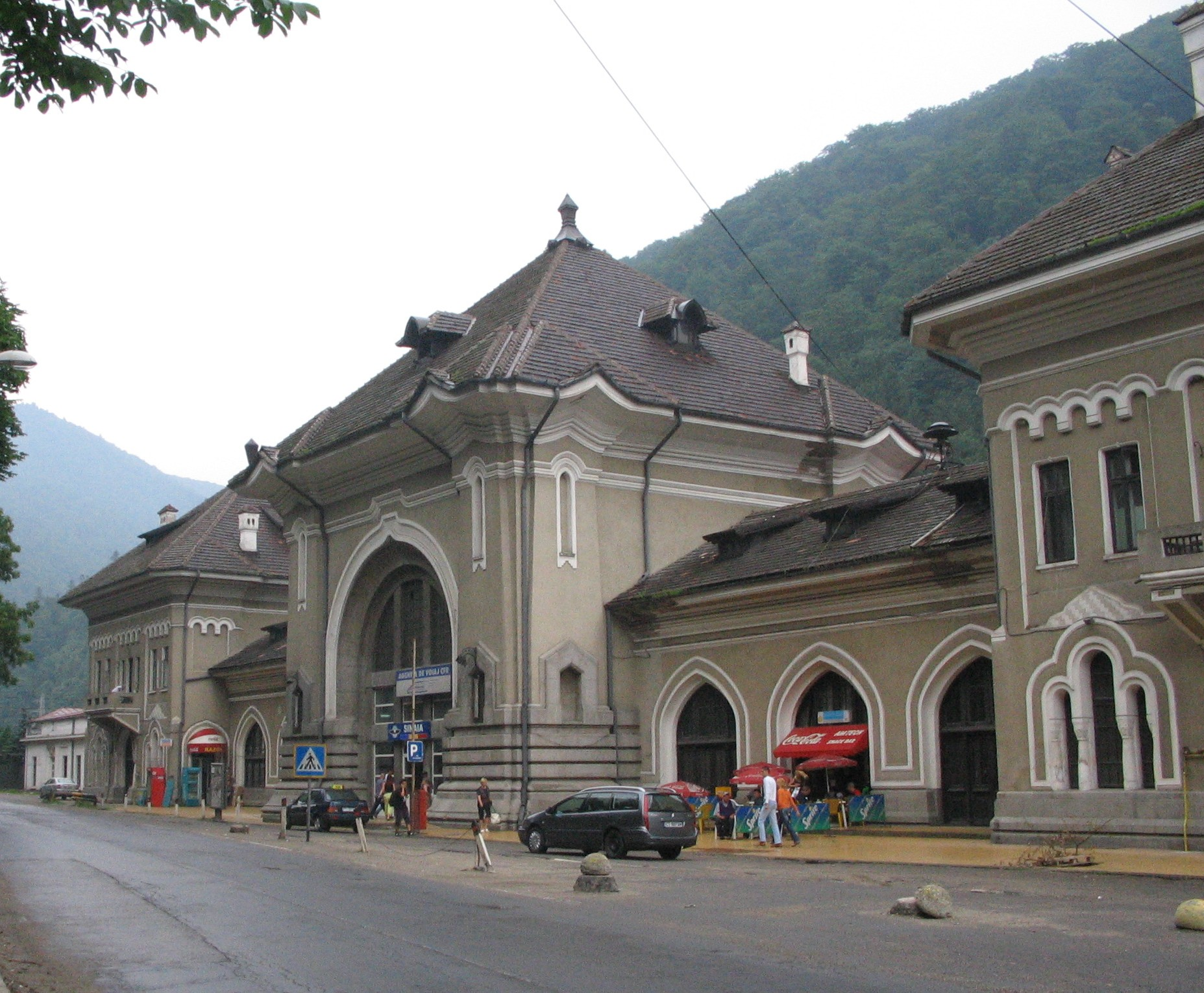
Järnvägsstationen